# Byggesocietetet
Byggesocietetet er en landsdækkende netværks- og interesseorganisation for den danske bygge- og ejendomsbranche.
Byggesocietetet blev stiftet i 1937 og har i dag 1.450 medlemmer. Byggesocietetets medlemmer består hovedsageligt af advokater, entreprenører, arkitekter, ingeniører, ejendomsmæglere med flere.[kilde mangler]

## Formål
Byggesocietetet er en interesseorganisation i bygge- og ejendomsbranchen. Oprindeligt var Byggesocietetet kun for bygherrer men i dag er Byggesocietetet også en netværksorganisation med 1600 medlemmer i hele landet og en interesseorganisation for hele værdikæden i bygge- og ejendomsbranchen. Byggesocietetet skaber netværk og dialog blandt medlemmerne på tværs af landsorganisationen, de 9 lokalområder, BS-grupperne og fagudvalgene.[kilde mangler]

## Organisation
Organisationen består af en landsbestyrelse med en landsformand, formændene for de 9 lokalområder samt fire frit valgte ressourcepersoner. De ni lokalområder har hver deres egen lokalformand og lokalbestyrelse. Herudover er der cirka 40 BS-grupper og omkring 10 fagudvalg., fire frit valgte medlemmer og 12 udvalg.[kilde mangler]  Byggesocietetets sekretariatligger i København. Sekretariatschefen er Byggesocietetets administrative chef.

## Lokalområder
Størstedelen af Byggesocietetets aktiviteter foregår ude i de ni lokalområder: Vendsyssel, Aalborg, Aarhus, Syd- og Vestjylland, Trekantområdet, Fyn, Sydsjælland, Midtsjælland, København.https://www.byggesocietetet.dk/lokalomraader

## BS-grupper
Der findes på nuværende tidspunkt cirka 40 BS-grupper i Byggesocietetet . Disse netværksgrupper dannes og styres af medlemmerne selv hjulpet af sekretariatet.[kilde mangler] Ydermere består Byggesocietetet af fagudvalg Disse er: Akkvisitionsudvalget, Boligudvalget, By- og planudvalget, Bygherreudvalget, Bæredygtighedsudvalget, Internationalt udvalg, Klima- og energiudvalget, Københavnsudvalget, Lejeudvalget, OPP udvalget, Sundhedsudvalget, Udbudsretsudvalget, Infrastrukturudvalget.[kilde mangler]

## Aktiviteter.
Udover at være en interesseorganisation som arbejder for at forbedre vilkårene for bygge- og ejendomsbranchen i hele Danmark, så er Byggesocietetet også en medlemsforening med en række aktiviteter primært for medlemmerne rundt om i landet. Medlemsarrangementer kan være besøg på byggepladser, drøftelser med embedsmænd og politikere om relevante forhold eller fagligt relevante kurser. De senere år har især den grønne omstilling i branchen, og de politiske rammer herom, fyldt. Der er dog også arrangementer om ESG, udlandets indflydelse på Danmark mm. Alle arrangementer fremgår af Byggesocietetets hjemmeside

## Historik

### Formænd gennem tiden
- 1937 - 1945: Bygherre, direktør og bygggeteoretiker, Frederik Christian Boldsen. Byggesocietetets stifter.[kilde mangler]
- 1945 - 1957: Landsretssagfører Viggo Holst-Knudsen.
- 1957 - 1965: Advokat Gustav Larsen.
- 1965 - 1982: Landsretssagfører Iens Christian Mortensen.
- 1982 - 2012: Advokat Lars Heilsen
- 2012 - 2013: Erhvervsmægler Jytte Bille og projektudviklingschef Tony Christrup.
- 2013 - 2019: Direktør Tony Christrup
- 2019 - : Arkitekt Ole Schrøder

## MIPIM
Byggesocietet har siden 2018 arrangeret det danske bidrag til MIPIM-messen det årlige mødested for internationale investorer og ejendomsudviklere.[kilde mangler]

## Det Gyldne Søm
Prisen “Det Gyldne Søm” er Byggesocietetets anerkendelse til en person, personer, firma, organisation eller kommune, som har gjort en særlig indsats til fremme af byggeriet og branchens image. Prisen er et diplom og et gyldent 7-tommer søm.[kilde mangler]

### Liste over tidligere modtagere
| - 2023 Vandkunsten - 2022 Hines Nordic for Trinity Quarter - 2021 HCA Museet, Odense - 2020 Realdania - 2019 Købehavns Boldklub for K.B. Hallen - 2018 Esbjerg Kommune - 2017 Byudvikler og iværksætter Rune Kilden - 2016 Køge Kommune - 2015 Roskilde Festival - 2014 Greve Michael Ahlefeldt-Laurvig-Bille, Egeskov Slot - 2013 Bestyrelsesformand Else Marie Remmen, Remmen Fonden - 2012 Byggeselskab Olav de Linde - 2011 Niels Barfred, Wilders Plads Ejendomme A/S - 2010 Aalborg Kommune - 2009 Direktør Ib Henrik Rønje, Hotel Crowne Plaza og Copenhagen Towers - 2008 Ejendomsselskabet Realea A/S - 2007 Jeudan A/S - 2006 Ørestadsselskabet - 2005 Direktør Frede Rasmussen, Danhaus - 2004 Arkitekt Scott Hollingsworth, ARCITO - 2003 Arkitektskolen i Aarhus v/ prorektor Anette Brunsvig Sørensen - 2002 Louis Poulsen Lighting A/S | - 2001 Søtoftegaard A/S - 2000 Birch & Krogboe A/S - 1999 Adm. direktør Niels Boserup, Københavns Lufthavne A/S - 1998 Adm. direktør Kristian Isager, Stærmose & Isager - 1997 Borgmester Johnny Søtrup, Esbjerg Kommune - 1996 Journalist Ebbe Munch Andersen, Dagbladet Børsen - 1995 Stadsarkitekt Jan Ipland, Aalborg Kommune - 1994 Plandirektør Knud E. Rasmussen, Københavns Kommue - 1993 Borgmester Ove E. Dalsgaard, Ballerup Kommune - 1992 Civilingeniør Carl Bro, Carl Bro Gruppen A/S - 1991 Direktør Niels Frandsen, Højgaard & Schultz A/S | - 1990 Departementschef Ole Zacchi, Boligministeriet - 1989 Civilingeniør Villum Kann Rasmussen, Velux International A/S - 1988 Overborgmester Egon Weidekamp - 1987 Direktør Frank Mogensen, De Forenede Trappefabrikker - 1986 Direktør Kurt Thorsen, Kurt Thorsen Totalentreprise A/S - 1985 Rådmand Edvind Witved, Odense Kommune - 1984 Boligminister Niels Bollmann - 1983 Direktør Karsten Jørgensen, Oskar Nielsen A/S - 1982 Hjørring Byråd - 1981 Direktør Helge Frandsen, Hosby Huse - 1980 Tømrermester Karl Ove Krarup, A. Jespersen & Søn A/S - 1979 Ingeniør Jørgen Klampe, Odense Kommune |